# Bogoniowice
Bogoniowice (prononciation : [bɔɡɔɲɔˈvit͡sɛ]) est une localité polonaise de la gmina de Ciężkowice, située dans le powiat de Tarnów en voïvodie de Petite-Pologne.